# Emmenopterys henryi
Espèce
Classification phylogénétique
Emmenopterys henryi est un arbre à feuilles caduques appartenant à la famille des Rubiaceae originaire du sud de la Chine, où il est une espèce protégée.
Le genre Emmenopteryx est composé de deux mots grecs : emmeno, garder et pteryx, ailes par allusion aux lobes ailés du calice.  L'épithète spécifique est dédiée à Augustine Henry (1857-1930), médecin irlandais qui découvrit de nombreuses plantes en Chine avant de les faire parvenir au jardin botanique de Kew en Angleterre.

## Répartition
Emmenopterys henryi est originaire des forêts tempérées des montagnes du sud de la Chine, où il pousse entre 400 à 1 600 m d'altitude principalement. 

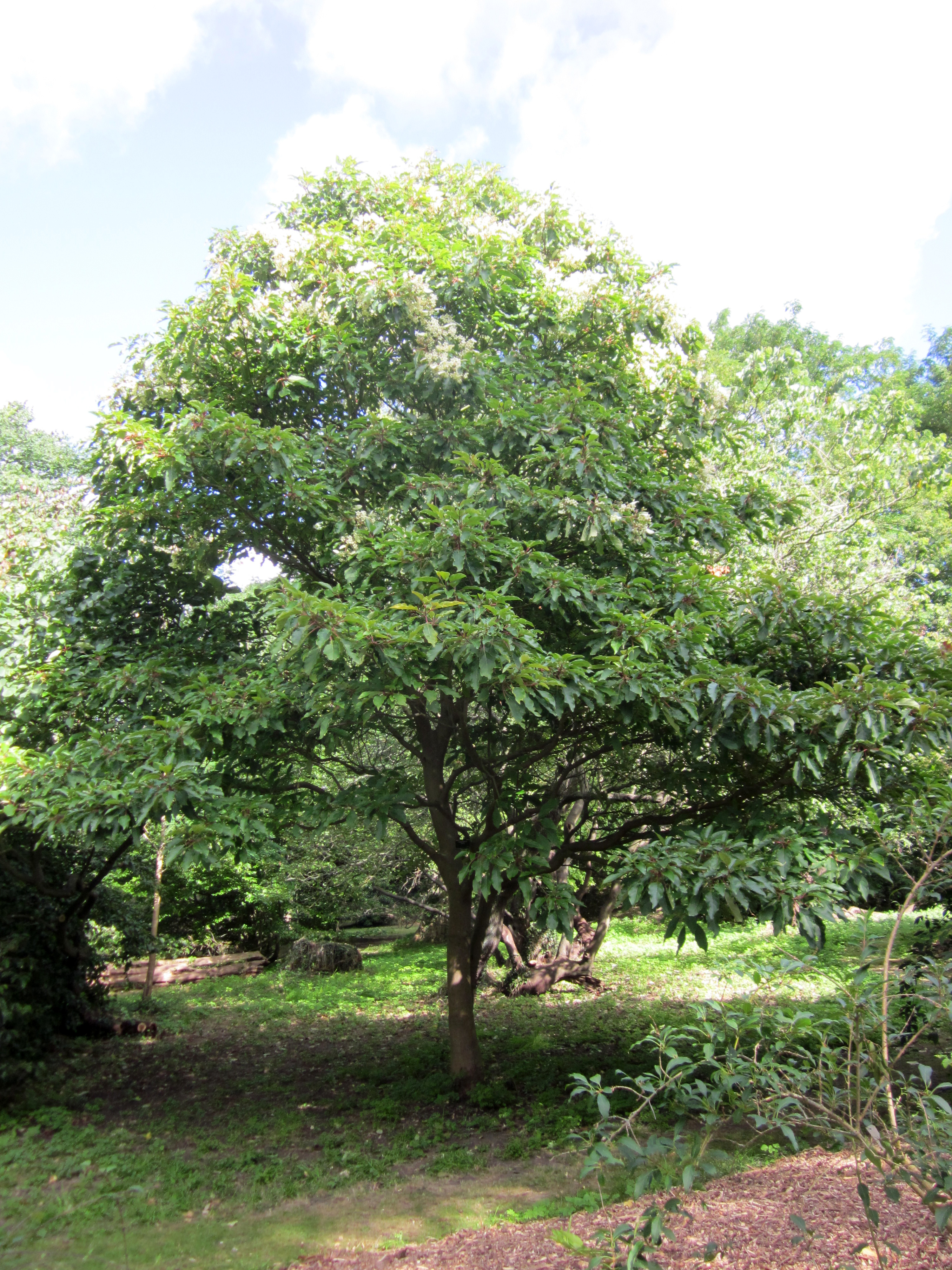

C'est l'une des nombreuses espèces reliques aujourd'hui restreintes à l'Asie, notamment dans les montagnes du sud de la Chine, qui sont représentatives de genres botaniques autrefois présents dans les forêts d'une grande partie de l'Holarctique durant l'ère Tertiaire, dont l'Amérique du Nord et l'Europe.

## Description
Dans sa région d'origine, Emmenopterys henryi est un arbre à port étoilé atteingant 25 m de haut. Il peut vivre plus de 1000 ans.
Son écorce exfoliée est grise puis devient rugueuse et sillonnée.
C'est une plante à feuilles opposées coriaces et caduques. Elles ont un pétiole rouge et peuvent atteindre 22 cm de longueur.
Les fleurs hermaphrodites tubulaires à 5 pétales soudés blanc-crème apparaissent de juin à août presque toutes en hauteur, dans les branches supérieures de l’arbre. Elles sont très parfumées. Les panicules peuvent atteindre 50 cm et compter de 20 à 40 fleurs. Le calice est cilié et le style est filiforme.
Les fruits sont des capsules cylindriques de 3 à 4 cm de longueur mûrissant de juillet à septembre. Elles contiennent de fines graines ailée . Ces graines ont un faible taux de germination.

## Floraison rare
Cet arbre fleurit de façon très aléatoire. La première floraison d’un spécimen d’Emmenopterys henryi en Europe date de 1971 à l'arboretum de la Villa Taranto sur le lac Majeur,,.
En Belgique, un spécimen est présent à l’arboretum de Kalmthout (floraisons en 1987, 2006 et 2009).
En France, un spécimen d’Emmenopterys henryi a fleuri en 2012 à Saint-Romain-en-Gal dans le département du Rhône, au jardin botanique de Strasbourg et à deux reprises au parc Victor Thuillat de Limoges (Haute-Vienne) en 2012 et 2018.  Un spécimen au jardin de Kerdalo fleuri en 2008. 

## Usage ornemental
Il y a très peu de ces arbres hors d'Asie du Sud-Est. La première introduction en Europe date de 1907 en Angleterre,.